# Robert Manning

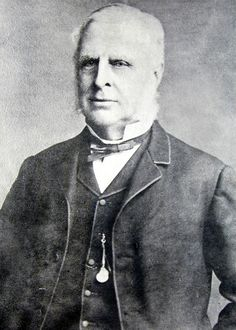
Robert Manning - irischer Ingenieur, Namensgeber der Manning-Fließformel

Robert Manning (* Oktober 1816 in der Normandie; † 1897 in Dublin) war ein irischer Ingenieur. Er hat der Gauckler-Manning-Strickler-Fließformel seinen Namen gegeben.

## Leben
Manning wurde ein Jahr nach der Schlacht von Waterloo, an der sein Vater teilgenommen hatte, geboren. 1826 zog er nach Waterford in Irland und arbeitete als Buchhalter.
1846, während der großen Hungersnot, wurde Manning in der „arteriellen Drainageabteilung“ des irischen Büros für öffentliche Arbeiten (Office of Public Works) angestellt. Nachdem er eine Weile als Zeichner gearbeitet hatte, wurde er noch im selben Jahr zum Assistenzingenieur von Samuel Roberts ernannt. 1848 wurde er Bezirksingenieur, und behielt diese Position bis 1855. Als Bezirksingenieur las er „Traité d’Hydraulique“ von Jean François d’Aubuisson de Voisins und entwickelte danach ein großes Interesse an Hydraulik.
Von 1855 bis 1869 war Manning beim Marquis von Downshire beschäftigt, wo er den Bau des Hafens Dundrum Bay in Irland überwachte und eine Wasserversorgung für Belfast entwarf. Nach dem Tod des Marquis im Jahr 1869 kehrte Manning in das Irish Office of Public Works als Assistent des Chefingenieurs zurück. Er wurde 1874 Chefingenieur und behielt diese Stellung bis zu seinem Ruhestand 1891. Er starb am 9. Dezember 1897 in seinem Haus in Dublin und wurde auf dem Mount Jerome Cemetery begraben. Er hatte 1848 seine Cousine zweiten Grades Susanna Gibson geheiratet, mit der er sieben überlebende Kinder hatte, von denen eines, William Manning, ebenfalls Ingenieur war. Seine zweite Tochter war die Malerin Mary Ruth Manning.

## Manning-Formel
Manning hatte keine Ingenieurausbildung, sondern war Autodidakt in Fließmechanik. Sein Buchhalterhintergrund und Pragmatismus beeinflussten seine Arbeit und führten ihn dazu, Probleme auf ihre einfachste Form zu reduzieren. Er verglich und prüfte sieben gut bekannte Fließformeln der damaligen Zeit:
- Du Buat (1786)
- Eytelwein (1814)
- Weisbach (1845)
- de St. Venant (1851)
- Neville (1860)
- Darcy und Bazin (1865)
- Ganguillet und Kutter (1869).

Aus jeder Formel berechnete er die Fließgeschwindigkeit v für ein gegebenes Gefälle S und für hydraulische Radien R, die von 0,25 m bis 30 m variierten. Dann nahm er für jeden Fall (S, R) den mittleren Wert der sieben Geschwindigkeiten und entwickelte eine Formel, die am besten zu den Daten passte.
Seine erste Formel lautete:
{\displaystyle v=32[RS(1+R^{1/3})]^{1/2}.}
Diese vereinfachte er zu:
{\displaystyle v=CR^{x}S^{1/2}}
mit einer dimensionslosen Zahl C, „die mit der Natur der Oberfläche variiert“. In einem Brief an Alfred Aimé Flamant schrieb Manning: „Der Kehrwert von C korrespondiert eng mit n, wie schon Ganguillet und Kutter festgestellt haben; beide, C und n, sind konstant für dasselbe Gerinne.“
1885 gab er x den Wert 2/3:
{\displaystyle v=CR^{2/3}S^{1/2}.}
In einigen Büchern des späten 19. Jahrhunderts wurde die Manning-Formel geschrieben als:
{\displaystyle v={\frac {1}{n}}R^{2/3}S^{1/2}.}
Das „Handbook of Hydraulics“ von Horace Williams King (1918) führte zur weiten Verbreitung der Manning-Formel, wie sie heute bekannt ist, und zu der Erkenntnis, dass der Manning-Koeffizient C der Kehrwert von Kutters n ist.
In den USA wird n als Mannings Rauhigkeitsfaktor oder als Manning-Konstante bezeichnet. In Europa ist der Strickler-Faktor K dasselbe wie Mannings C, d. h. wie der Kehrwert von n.
Am 4. Dezember 1889, im Alter von 73 Jahren, stellte Manning seine Formel zum ersten Mal der Institution of Civil Engineers von Irland vor. Die Formel wurde 1891 veröffentlicht unter dem Titel „On the flow of water in open channels and pipe“, erschienen in den Transactions of the Institution of Civil Engineers (Irland).
Manning gefiel seine Gleichung aus zwei Gründen nicht: Erstens war es damals schwierig, die Wurzel aus einer Zahl zu ziehen und eine Zahl mit 2/3 zu potenzieren, und zweitens war die Gleichung nicht dimensionsecht, sondern nur eine Zahlenwertgleichung.
Um korrekte physikalische Dimensionen zu erhalten, entwickelte er folgende Gleichung:
{\displaystyle v=C(gS)^{1/2}[R^{1/2}+(0,22/m^{1/2})(R-0,15m)]}
mit der „Höhe m einer Säule Quecksilber im Gleichgewicht mit der Atmosphäre“.